# Arrondissement di Limoux
L'arrondissement di Limoux è un arrondissement dipartimentale della Francia situato nel dipartimento dell'Aude, nella regione Occitania.

## Storia
Fu creato nel 1800 sulla base dei preesistenti distretti.

## Composizione
L'arrondissement è composto da 149 comuni raggruppati in 8 cantoni:
- cantone di Alaigne
- cantone di Axat
- cantone di Belcaire
- cantone di Chalabre
- cantone di Couiza
- cantone di Limoux
- cantone di Quillan
- cantone di Saint-Hilaire